# Amrozi bin Nurhasyim
Ali Amrozi bin Haji Nurhasyim, znany również jako Amrozi (ur. 5 lipca 1962 w Lambongan, zm. 9 listopada 2008 na Nusa Kambangan) – indonezyjski terrorysta. Został skazany na śmierć za udział w zamachach bombowych na Bali w 2002 roku.

## Wczesne życie
Pochodził z Lamongan, był piątym z trzynaściorga rodzeństwa. Uczęszczał do islamskiej szkoły Al-Mukmin, założonej przez Abu Bakara Bashira, wraz ze swymi braćmi Mukhlasem i Ali Imronem. Zatrudnił ich do produkcji materiałów wybuchowych i zakupu pojazdów użytych później do zamachu na Bali w 2002 roku.
Został rozstrzelany 9 listopada 2008 roku piętnaście minut po północy czasu lokalnego, wraz z Imamem Samudrą i Hudem bin Abdulem Haquem. Wyrok został wykonany przez pluton egzekucyjny.